# Fernando Lameirinhas
Fernando Lameirinhas (1944) is een Portugees-Nederlands componist, tekstschrijver, zanger en gitarist. Lameinrinhas groeide op in Portugal en daarna, vanaf zijn vijftiende, in Charleroi. Met zijn broer Antonio begon hij hier met musiceren en trad hij tussen 1966 en 1970 op als het soulduo Jess & James. Ze scoorden enkele hits en traden veel op. In 1975 verhuisde Lameirinhas naar Amsterdam.
In de loop der jaren ontwikkelde Lameirinhas een eigen stijl die een combinatie van fado met invloeden uit samba, jazz en pop vormde. Hij werkte samen met veel verschillende musici, onder wie Raymond van het Groenewoud, Stef Bos, Frank Boeijen, BLØF, Henny Vrienten, JW Roy, Paul de Leeuw en Dina Medina. Lameirinhas schreef ook mee aan bekende Vlaamse nummers als 'k Voel me goed van Johan Verminnen en Zo mooi, zo blond en zo alleen van Jimmy Frey. In 2013 nam Fernando Lameirinhas het album Pessoa op met de Nederlandse trompettist Eric Vloeimans en de Portugese fadozangeres Mafalda Arnauth.

## Discografie (solo)
- Lágrimas e Risos [1994] Topkapi 521 4812
- Vida Vida [1997] Topkapi 537 4402
- Fadeando [1999] Biram 990201
- O destino [2000] BMCD 310 - Munich Records
- Live (2CD) [2001] BMCD 325 - Munich Records
- Alegria do Triste [2002] BMCD 370 - Munich Records
- Meu Fado - Live in Carré [2006] - Trusten
- Fado Blue [2006] - Rounder Europe 19
- Anaina [2007] - Coast to Coast
- Eterno [2011] - Coast to Coast
- Pessoa [2013] (met Eric Vloeimans & Mafalda Arnauth) - Coast to Coast
- 7 [2018] - Coast to Coast